# Piłka nożna w Portugalii
Piłka nożna (port. Futebol ˌfu.tɯ.ˈbɔɫ) jest najpopularniejszym sportem w Portugalii. Jej głównym organizatorem na terenie Portugalii pozostaje Federação Portuguesa de Futebol.
Piłkarska reprezentacja Portugalii jeden raz zdobyła mistrzostwa Europy (2016) i zwyciężyła w Lidze Narodów UEFA (2018/2019).
Najwyższa portugalska liga krajowa, Primeira Liga, jest jedną z najpopularniejszych profesjonalnych lig sportowych na świecie. Portugalskie kluby są w czołówce pod względem liczby zdobytych międzynarodowych trofeów, z 10 oficjalnymi tytułami (4 Pucharów Europy/Ligi Mistrzów, 2 Puchary UEFA, 1 Puchar Zdobywców Pucharów, 1 Puchar Intertoto, 1 Superpuchar UEFA, 1 Puchar Interkontynentalnych. W Primeira Lidze grają trzy najbardziej znane kluby świata, takie jak FC Porto (członek założyciel G-14),  SL Benfica i Sporting CP.
Portugalscy menedżerowie zdobyli łącznię 3 tytuły, wygrywając rozgrywki Ligi Mistrzów (dawniej Pucharu Europy). Są to José Mourinho (2) i Artur Jorge.

## Historia

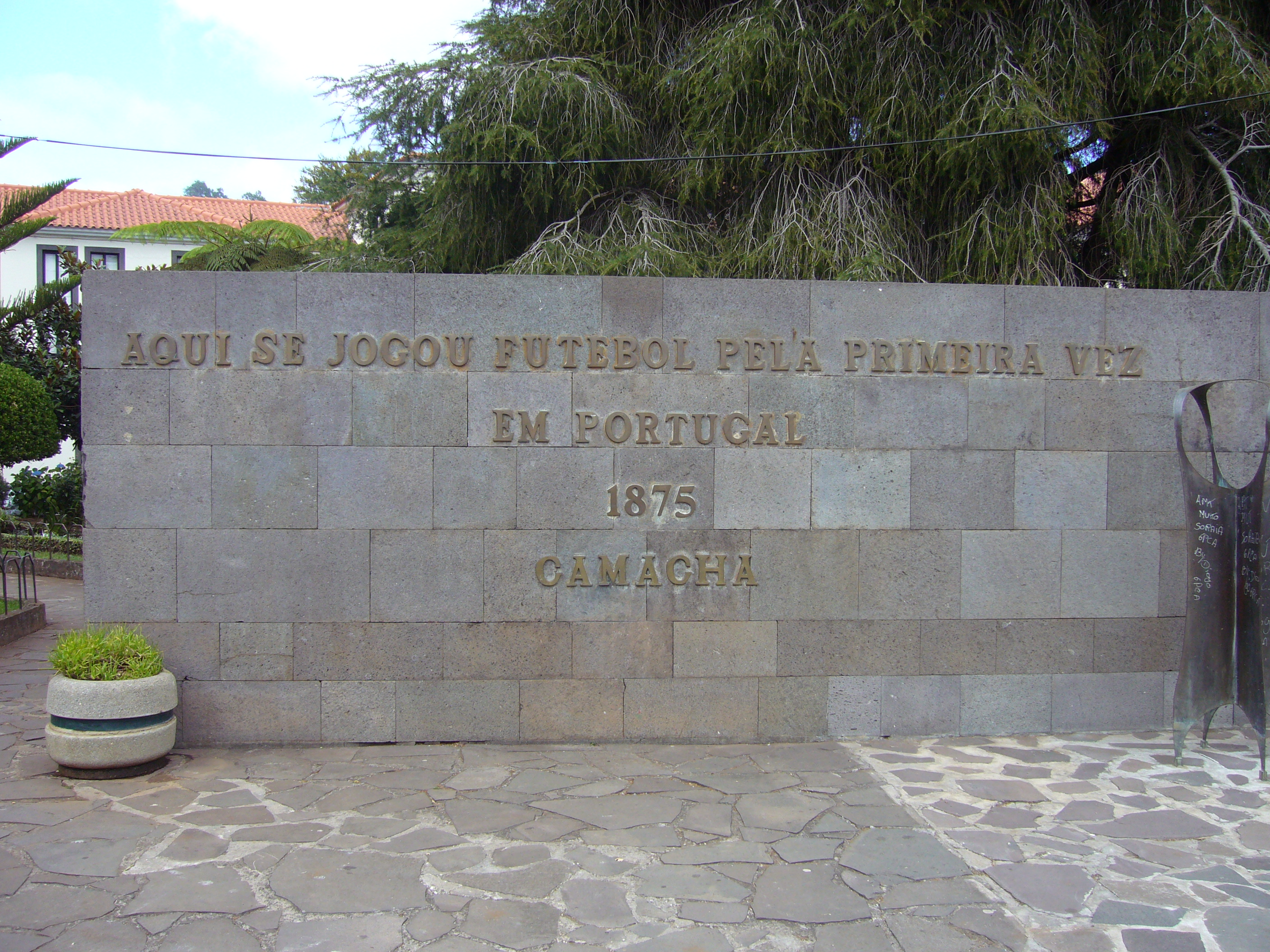
Pomnik w Camacha świętujący pierwszy w historii mecz piłki nożnej w Portugalii

Piłka nożna zaczęła zyskiwać popularność w Portugalii pod koniec XIX wieku, przywieziona przez portugalskich studentów, którzy wrócili z Anglii.
Pierwsza zorganizowana gra w kraju odbyła się w 1875 roku w mieście Camacha na Maderze, zorganizowana przez urodzonego na Maderze Harry'ego Hintona, który przywiózł piłkę z Anglii, gdzie studiował. Popularność szybko rozprzestrzeniła się po całej wyspie.
Osobą odpowiedzialną za jej rozpowszechnienie w kontynentalnej Portugalii był Guilherme Pinto Basto (według niektórych, jego bracia Eduardo i Frederico przywieźli piłkę z Anglii). Zorganizował wystawę w październiku 1888 i mecz w styczniu 1889. W meczu, rozgrywanym w miejscu dzisiejszej areny Campo Pequeno, wzięły udział przeciwne drużyny z Portugalii i Anglii. Portugalia wygrała mecz 2:1. W konsekwencji piłka nożna zaczęła przyciągać uwagę wyższych sfer, wyróżniających się rywalizacją luzo-brytyjską.
Gra dotarła do szkół wyższych i zaprowadziła do klubów w całym kraju. 3 listopada 1887 roku w Coimbra powstał pierwszy portugalski klub piłkarski Académica Coimbra. Pod koniec stulecia powstały takie stowarzyszenia, jak Clube Lisbonense, Carcavelos Sport Club, Braço de Prata, Real Ginásio Clube Português, Estrela Futebol Clube, Academic Football, Campo de Ourique, Oporto Cricket i Sport Clube Vianense.
Pierwszy krajowy mecz, między Lizboną a Porto, odbył się w 1894 roku, a jednym z widzów był król Karol.
Clube Internacional de Futebol (założony w 1902) był pierwszym portugalskim klubem, który grał za granicą, pokonując Madrid Fútbol Clube w 1907 roku w Madrycie.
Od 1906 rozgrywane regionalne mistrzostwa Lizbony, a w 1911 startował Campeonato Portalegre, później w innych regionach. Po założeniu portugalskiej federacji piłkarskiej – FPF w 1914 roku, rozpoczął się proces zorganizowania pierwszych oficjalnych Mistrzostw Portugalii. W sezonie 1934/35 startowała pierwsza edycja rozgrywek o mistrzostwo kraju zwanych Primeira Liga Experimental, w których 8 drużyn walczyło systemem ligowym o tytuł mistrza kraju. W 1938 liga zmieniła nazwę na Campeonato Nacional da Primeira Divisão.

## Format rozgrywek ligowych
W obowiązującym systemie ligowym trzy najwyższe klasy rozgrywkowe są ogólnokrajowe (Primeira Liga, Liga Portugal 2, Segunda Divisão Portuguesa). Dopiero na czwartym poziomie pojawiają się grupy regionalne.

## Puchary
Rozgrywki pucharowe rozgrywane w Portugalii to:
- Puchar Portugalii (Taça de Portugal),
- Puchar Ligi Portugalskiej (Taça da Liga),
- Superpuchar Portugalii (Supertaça Cândido de Oliveira) - mecz między mistrzem kraju i zdobywcą Pucharu